# Dagfinn Høybråten
Dagfinn Høybråten, född 2 december 1957 i Oslo är en norsk politiker från Kristelig Folkeparti.
Dagfinn Høybråten var Norges folkhälsominister 1997-2000 och 2001-2004. Mellan 2004 och 2005 var han arbets- och socialminister. Han var ordförande för Kristelig Folkeparti 2004-11 och blev i mars 2013 generalsekreterare för Nordiska ministerrådet. Høybråten har ambitioner om att utveckla och stärka det nordiska samarbetet.
"Potentialen för samarbetet i Norden är mycket större än vad vid utnyttjar i dag. Som generalsekreterare ser jag fram emot att bidra till att göra verklighet av möjligheterna", sade Høybråten vid tillträdandet av Nordiska ministerrådet 2013.
Norden har alltid varit en röd tråd i Dagfinn Høybråtens liv. Som barn hörde han sin mamma berätta om hur hon som ung skickades på "gödningskur" till Danmark. Efter kriget var det matbrist i Norge, men tack vare generösa danskar var Dagfinns mor en av de många ungdomar som fick uppleva att äta sig mätt. Sammanhållningen mellan de nordiska länderna under efterkrigstiden gjorde intryck på den unga Høybråten, som gav sig iväg på seminarium med Föreningen Norden redan som tonåring. 
Sedan den gången har alla hans insatser både som politiker och tjänsteman haft en nordisk dimension. Høybråten var i sju år medlem i ministerrådet som hälsominister, arbetsminister och socialminister. Därefter var han president för Nordiska rådet 2007–2008.
Under sin tid som minister blev Dagfinn Høybråten speciellt känd för sin kamp mot tobaksrökning, vilket resulterade i att Norge införde den mest restriktiva tobakslagstiftningen i Norden 2004.
Dagfinn Høybråten är ordförande i den Norska sannings- och försoningskommissionen, som enligt ett beslut av Stortinget 2017 ska undersöka följderna av förnorskningspolitiken för samer och kväner.